# 玻璃城子城址
玻璃城子城址，位于中国吉林省梨树县泉眼岭乡玻璃城子村，为一个省级文物保护单位，类型为古城址，公布时间为2007年5月31日。该文物保护单位由四平市文管办管理。
玻璃城子城址的历史年代为金代。